# Theopompa
Theopompa (лат.) — род богомолов из семейства Gonypetidae.

## Распространение
Встречается в Южной Азии и Юго-Восточной Азии: Вьетнам, Индия, Индонезия, Малайзия, Таиланд, Шри-Ланка.

## Описание
Длина тела около 4 см. От близких родов отличается тем, что костальная область переднего крыла почти такой же ширины, как дискоидальная область, и постепенно сужается к вершине (у рода Humbertiella костальная область переднего крыла значительно сужена по сравнению с дискоидальной областью). Тело крупное, с выдающимися круглыми глазами и широкой головой. Лобный склерит поперечный, узкий; верхний край почти дугообразный. Вершина 4-зубчатая, простирается над глазами; усечена посередине, боковые доли конические. Пронотум длиннее своей ширины; боковые края почти гладкие. Из 4 наружных шипов бедра проксимальные 2 тесно сближены. Передние голени с 9 крупными шипами. Переднее крыло с костальной областью такой же длины, как и дисковая. Верхняя анальная пластинка треугольная, поперечная. Церки длинные, волосистые.

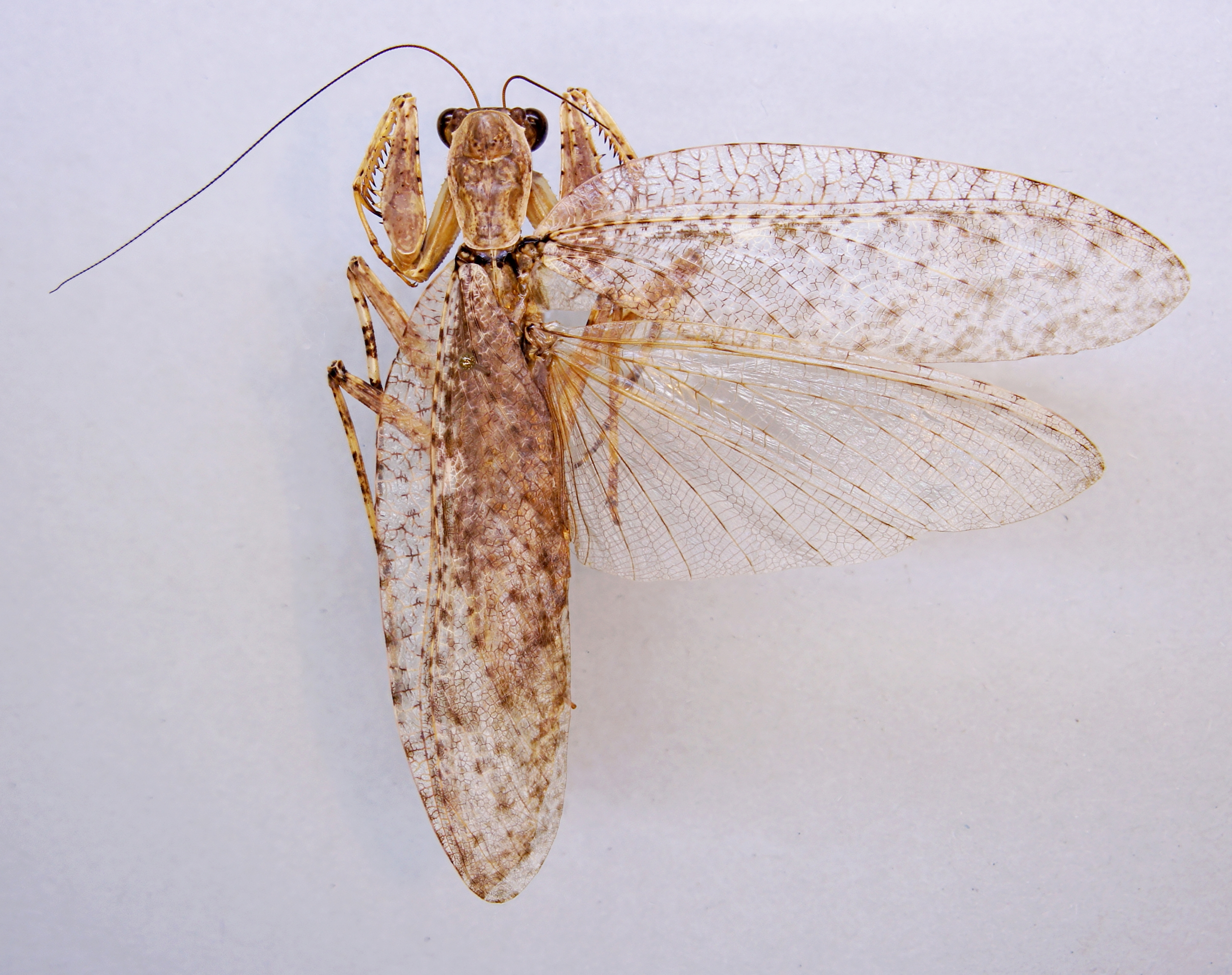
Theopompa borneana

## Классификация
1. Theopompa borneana Giglio-Tos, 1917
2. Theopompa burmeisteri Haan, 1842
3. Theopompa ophthalmica Olivier, 1792
4. Theopompa schulzeorum Schwarz, 2021
5. Theopompa servillei de Haan, 1842
6. Theopompa tosta Stal, 1877[5]